# Alexander Luthor Jr.
Alexander Luthor Jr. è un personaggio della DC Comics che passò da eroe a criminale. Creato da Marv Wolfman e George Pérez, Alexander ebbe un ruolo fondamentale nelle storie Crisi sulle Terre infinite e Crisi infinita dell'Universo DC.

## Biografia del personaggio

### Crisi sulle Terre infinite
Alexander Luthor Jr. nacque su Terra 3, figlio del Lex Luthor di quel mondo, noto anche come "Alexander Luthor", e di Lois Lane-Luthor. Alexander Luthor Sr. fu l'unico eroe di quel mondo, e combatteva contro il Sindacato del crimine, una versione malvagia della Justice League of America. Nella serie limitata del 1985 della DC Comics di 12 numeri Crisi sulle Terre Infinite, un essere conosciuto come l'Anti-Monitor distrusse innumerevoli universi, inclusa la Terra 3, con un'onda di anti-materia. Per salvare il proprio figlio, i Luthor lo piazzarono in un dispositivo sperimentale che portò l'infante in relativa salvezza su Terra-1.
Alexander si materializzò su un satellite che fu in precedenza il quartier generale della JLA. Harbinger lo portò lì su richiesta del Monitor. Il suo passaggio attraverso la tempesta d'anti-materia gli fornì dei poteri sia sulla materia che sull'anti-materia, così come l'incremento considerevole della sua età. Alla conclusione di Crisi sulle Terre Infinite, Luthor era un adulto, nonostante il passaggio di poche settimane. Dopo la morte di Monitor, Alexander guidò i supereroi e i super criminali dell'Universo DC contro l'Anti-Monitor.
Dopo la sconfitta di Anti-Monitor con l'aiuto di Kal-L, il Superman di Terra-2, e del Superboy di Terra Prime, Alexander rivelò di aver salvato la vita della moglie di Kal-L, la Lois Lane di Terra-Due, prima che venisse cancellata dall'esistenza quando venne distrutto il multiverso. I quattro, non avendo più un posto dove andare nel nuovo universo post-Crisi, si ritirarono in una "dimensione paradiso" a cui Alexander ebbe accesso utilizzando gli ultimi resti dei poteri dimensionali di cui disponeva.

### Fuga dal "Paradiso"
Infinite Crisis Secret Files rivelò come i quattro passarono gli anni dopo la Crisi. I sopravvissuti avevano potere sulla dimensione ed essa reagiva di conseguenza alle loro emozioni e ai loro pensieri. Alexander, che invecchiò rapidamente fino alla metà dei 30 anni, divenne più freddo e distaccato dal benessere degli esseri viventi dell'universo. Superboy- Prime cominciò a sentirsi frustrato, e Alexander colse quest'opportunità per convincerlo ad aiutarlo a rimettere a posto la realtà. Giocando sulla sua rabbia, Alexander gli mostrò solo i lati negativi della nuova realtà, convincendolo che fosse inferiore. Per esempio, Superboy-Prime sembrava essere all'oscuro che Hal Jordan e Parallax fossero due entità separate.

#### Increspature di realtà
Tentando furiosamente di evadere, Superboy-Prime cominciò a scatenarsi contro la barriera della dimensione paradiso ma senza successo. Quest'assalto all'universo causò delle "increspature" che alterarono la realtà, che spiegarono nella storia i cambiamenti di vita reale e le retcons della continuità della DC dei passati 20 anni.

#### Countdown a Crisi infinita
Gli sforzi di Superboy-Prime lo frustrarono; non era più così potente come fu prima della Crisi, poiché non c'era nessun sole giallo a potenziarlo. Infine, Alexander gli rivelò che i suoi poteri stavano ritornando, così i due unirono le forze per irrompere attraverso il muro della barriera. Insieme, misero in moto gli eventi che avrebbero portato a Crisi infinita:
- Superboy-Prime spinse il pianeta Rann nell'orbita del pianeta Thanagar, distruggendo l'ecosistema di quest'ultimo, dando inizio alla guerra tra i due pianeti, e spostando il centro dell'universo lontano da Oa.
- Alexander si finse Lex Luthor e creò la Società segreta dei supercriminali.
- Alexander reclutò lo Psico-Pirata per rimpiazzare il Diamante Nero di Eclipso nella cella di Jean Loring nel Manicomio di Arkham. Come Eclipso, Jean Loring sedusse lo Spettro perché distruggesse tutta la magia.
- Superboy-Prime distrusse la Torre di Guardia della Justice League of America e rapì Martian Manhunter.
- Alexander prese il controllo sul Brother Eye di Batman, che gli donò il controllo sugli O.M.A.C., così come sui files di Checkmate circa tutti i metaumani della Terra.

### Crisi infinita

#### Countdown
Alexander guardò gli eventi accaduti sulla Terra post-Crisi per molti anni insieme ai suoi tre compagni, ed infine convinse un pessimistico Kal-L a distruggere il muro della barriera del loro paradiso perché intervenisse su di essa. Alexander disse a Kal-L e a sua cugina Power Girl che lo avrebbero potuto aiutare a portare in predominanza alcuni aspetti di Terra-Due sulla nuova Terra nata dalla fusione di tutte le Terre, cosa che probabilmente avrebbe aiutato la Lois Lane di Terra-Due a guarire dalla sua corrente malattia.

#### "Io sono te. Solo meglio."
Lex Luthor fece tutto ciò che poté per trovare il suo imitatore. Assumendo l'identità di Mockingbird, organizzò i Segreti Sei. Spiò tutte le trasmissioni di Alexander per mesi e infine si confrontò con lui nell'Artide. Quando Lex gli chiese chi fosse, Alexander rispose "Io sono te. Solo meglio". Alexander gli rivelò anche la sua presenza sulla Terra fu la causa del comportamento erratico di Lex e l'interferenza con il suo processo di pensiero. Lex fu quasi ucciso da Alexander e Superboy-Prime, ma riuscì a salvarsi teleportandosi in un posto sicuro.
Non solo Alexander si mascherò da Lex, ma utilizzò anche la Società per costruire un "diapason" dalle dimensioni incredibilmente imponenti, come quelle utilizzate durante la Crisi originale. La struttura incorporò eroi e criminali da tutte le Terre combinate per formare la Terra post-Crisi, così come per contenere i resti dell'Anti-Monitor.
Il dispositivo necessitava un'elevata quantità di potere per funzionare, che Alexander ricavò manipolando lo Spettro facendogli distruggere tutta la magia (come visto in Il giorno della vendetta). Il risultato fu una rozza forma magica che il dispositivo immagazzinò al proprio interno. Alexander programmò la torre perché desse coscienza al satellite di Brother Eye, permettendo al sistema di evolversi in un cervello in grado di dirigere le energie della Torre.
Utilizzando il dispositivo, Alexander riuscì a dividere l'universo, ricreando così il multiverso. Alexander riuscì a ricreare con successo la Terra-Due (o un fac-simile davvero somigliante); tuttavia, fece notare che questo non era il suo unico obiettivo, che in realtà era quello di riunire vari aspetti di tutte le Terre al fine di crearne una perfetta. Con la ricostituzione delle Terre parallele, Alexander combinò e fuse alcune di esse. Al centro dell'universo, Donna Troy e la sua squadra videro una gigantesca rappresentazione della mano di Alexander mentre creava uno strappo nello spazio.
Quando Alexander tentò di fondere Terra-Due a Terra 3 (un'azione che avrebbe ucciso Superman e Wonder Woman di Terra-Due), Firestorm convertì tutte le energie che gli eroi stavano lanciando contro lo strappo in materia positiva primitiva, che distrusse il dito indice della mano destra di Alexander. Subito dopo, Nightwing, Wonder Girl e Superboy giunsero alla Torre per liberare i prigionieri. Superboy-Prime si gettò nella mischia. Il suo combattimento con Conner distrusse la torre, e le terre multiple collassarono in una singola "nuova Terra".
Il suo piano fallì, e Alexander decise che se non poteva creare una Terra perfetta, avrebbe preso questa Terra con la forza e la avrebbe rimodellata il meglio possibile. Alla fine, la Società si riunì a Metropolis per decimare gli ultimi eroi rimasti, con Doomsday come loro campione.

### Morte
Dopo aver perso la battaglia - durante la quale ferì Nightwing gravemente con un raggio che gli tolse apparentemente ogni potere - Alexander fu tenuto sotto tiro da Batman per aver ferito Nightwing e aver causato la morte di Superboy. Tuttavia, Wonder Woman lo fermò, dicendogli che Alexander non lo meritava, e lo lasciarono fuggire, sentendogli pronunciare l'affermazione che non significava che Wonder Woman fosse "migliore".
Lex Luthor e il Joker lo trovarono in un vicolo a Gotham City. Il Joker gli mutilò il volto con un fiore ad acido e alcuni insetti letali, mentre Lex schernì il suo nemico ricordandogli ogni sbaglio da lui commesso, incluso l'errore di averlo sottovalutato ed escludendo sia lui che il Joker dalla Società (il Joker fu l'unico criminale a cui non fu offerta alcuna adesione alla squadra a causa della sua natura altamente imprevedibile). Il Joker quindi sparò ad Alexander alla testa, uccidendolo, mentre Luthor gli chiese ironico "Ora chi è lo stupido?".
In 52, Settimana 3, il Dipartimento di polizia di Gotham City trovò un corpo in un vicolo che sembrava quello di Lex Luthor. John Henry Irons esaminò il corpo ai Laboratori S.T.A.R. e notò che le lenti a contatto furono inserite negli occhi post-mortem per far sembrare verdi gli occhi azzurri, come quelli di Lex. Lex Luthor quindi si catapultò sulla scena con una folla di giornalisti, affermando che il corpo era quello di un impostore di un'altra Terra, l'uomo realmente responsabile dei suoi vari crimini.
Anche se il corpo di Alexander aveva un dito mancante e un DNA diverso da quello di Lex Luthor, l'editore di 52, Stephen Waker, confermò che il corpo trovato a Gotham era quello di Alexander, e che Luthor lo alterò prima che la polizia lo trovasse.
La miniserie Morte dei Nuovi Dei (2008) rivelò che Alexander venne sottilmente manipolato dalla Fonte perché ricreasse il multiverso.

### La notte più profonda
Nella storia La notte più profonda, Alexander Luhtor fu identificato come uno dei morti seppelliti sotto la Sala della Giustizia. Il suo cadavere fu resuscitato come Lanterna Nera durante gli eventi della notte più profonda. Riunendo un gruppo di anelli neri, andò su Terra Prime. Una volta lì, rintracciò Superboy-Prime, e gli donò una copia della sua vecchia armatura, e si preparò ad ucciderlo. Alexander portò con lui anche quelli che Prime uccise durante la Crisi infinita e in Crisi finale: La Legione dei 3 mondi, utilizzando gli anelli che portò con sé per rianimarli come Lanterne Nere, e perché lo aiutassero a sconfiggere il malato ragazzo d'acciaio. Le Lanterne Nere sopraffecero Superboy-Prime, che di sua volontà si mise al dito un anello nero. L'anello reagì alle emozioni miste di Prime, che alimentandosi attraverso il potere dello Spettro emozionale, risultò in uno scoppio di energia color arcobaleno che distrusse Alexander e le sue Lanterne Nere.

### New 52
Dopo che Barry Allen ha cambiato la realtà, durante l'evento Forever Evil compare una nuova versione di Alexander Luthor (senza più il "jr." nel nome), che si rivela essere la versione di Terra-3 di Capitan Marvel/Shazam, ovvero Mazahs. Viene ucciso dal Lex Luthor originale al termine dell'evento. Si scopre, però, che Superwoman (il doppio di Wonder Woman, che però adotta l'identità di Lois Lane) è rimasta incinta dell'uomo, e che suo figlio porterà un'era oscura sulla Terra.

## Poteri e abilità
Il più grande talento di Alexander è il suo intelletto al livello di un genio, che utilizzò per manipolare altri personaggi, superare in astuzia i suoi avversari e costruire la Torre Multiverso. Le circostanze della sua fuga dalla devastata Terra 3 gli diede il potere sulla materia e sull'anti-materia, che poteva utilizzare per attaccare sotto forma di raggi energetici o per formare e controllare i portali dimensionali. Tuttavia, sembrò che l'abuso di questo potere lo prosciugasse, come, dopo il tentativo di ricostituire il multiverso e un attacco successivo a Nightwing, rimase apparentemente vulnerabile come un umano comune, impaurito dal poter essere ucciso da un colpo di pistola da parte di Batman e successivamente ucciso dal Joker.

## Marv Wolfman sul ruolo di Luthor inCrisi infinita
In un'intervista con il sito specialistico Newasarama a Wolfman a proposito di Infinite Crisis Secret Files, Wolfman disse:
()

## Altri media
- Nella serie televisiva Smallville, nell'episodio Esistenze parallele, Lex si trovò vicino alla morte e fece un sogno in cui vide sé stesso e Lana Lang sposati con due bambini: Alexander Jr. e Lily.
- Nel film del DC Extended Universe Batman v Superman: Dawn of Justice (2016), Alexander Jr. è il nemico principale, interpretato da Jesse Eisenberg. Il suo scopo è incastrare Batman e Superman per metterli uno contro l'altro, mentre, mescolando il proprio DNA con quello del generale Zod, crea Doomsday.